# حب الثلج المدور
حب الثلج المدور (الاسم العلمي:Symphoricarpos orbiculatus) هو نوع من النباتات يتبع جنس حب الثلج من الفصيلة المعزية الورق.